# اشتراك تلفظي
المشترِكات التلفظية هي الألفاظ التي تشترك في طريقة لفظها وتتباين في رسم الخط وفي المعنى.

## أمثلة

### عربية
- ‎[wæsm]‏:

1. واسم — واو العطف + اِسم
2. وسم — مصدر من فعل وَسَمَ

- ‎[tæf.ʕæ.lu‿l.fiʕl]‏:

1. تفعلُ الفعل — أنت
2. تفعلُوا الفعل — انتم